# John Hejduk
John Quentin Hejduk (né le 19 juin 1929  à New York et mort le 1er juillet 2000) est un architecte, artiste et enseignant américain. Il passe l'essentiel de sa vie à New York. 
Hejduk est connu pour ses objets et formes complexes et difficilement constructibles et pour son intérêt portés aux questions essentielles de forme, d'organisation, de représentation et de correspondance.
Il étudie à la Cooper Union School of Art and Architecture, et à l'université de Cincinnati, ainsi qu'au Harvard Graduate School of Design, d'où il obtient son diplôme d'architecte en  1953. Il travaille dans de nombreuses agences de New York, notamment chez I. M. Pei et chez A.M. Kinney and Associates. Il ouvre sa propre agence à New York en 1965.

## Philosophie
John Hejduk est un architecte qui a construit des fictions architecturales par énumération de personnages, de matériaux, d'usages. Une sorte de bestiaire était créée pour chaque projet. Mais il est aussi l'investigateur d'une recherche intuitive sur le langage architectural. Cette recherche a pour particularité d'être à la fois singulière mais aussi universelle puisqu'elle réitère des formes qui ont toujours existé dans l'histoire de l'architecture. 

## Réalisations

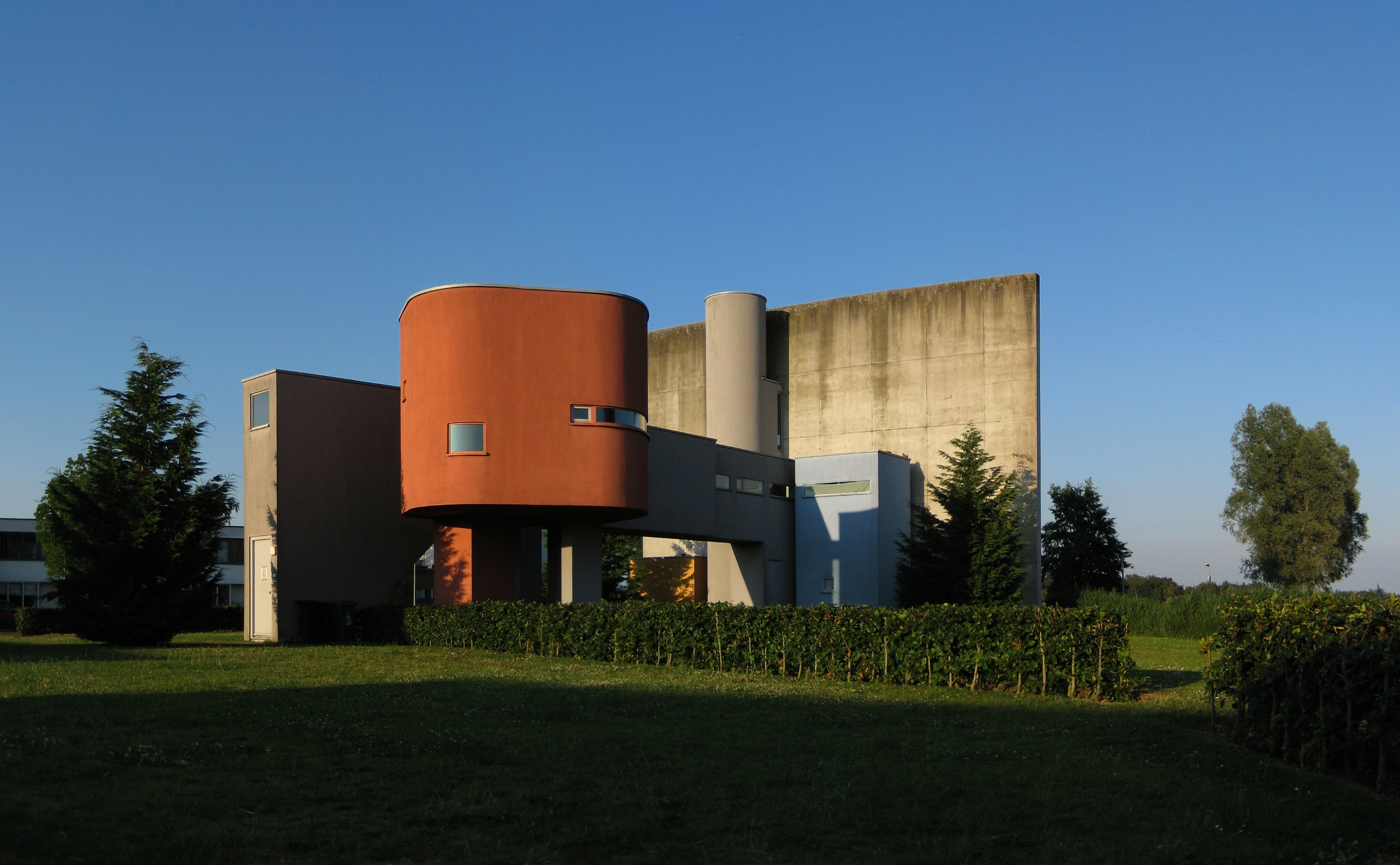
Wall House #2 (2001), Groningue, Pays-Bas

- House For a Musician (1983)
- House of the Suicide and House of the Mother of the Suicide
- Kreuzberg Tower and Wings (Berlin, Allemagne, 1988)
- Tegel Housing (Berlin, 1988)
- La Máscara de la Medusa (Buenos Aires, 1998)
- Wall House II (Groningue, 2001)
- Tribute Towers

## Projets non réalisés
- Berlin Masque (Berlin, Allemagne, 1982)